# Ростани (Вашкинский район)
Ростани — деревня в Вашкинском районе Вологодской области. Входит в состав Пиксимовского сельского поселения, с точки зрения административно-территориального деления — в Пиксимовский сельсовет.
Название происходит от слова «росстань» — место пересечения дорог, перекрёсток.
Деревня Ростани расположена в смешанному лесу, недалеко от озера Дружинного. Расстояние по автодороге до районного центра Липин Бор — 37,5 км, до центра муниципального образования деревни Пиксимово — 3,5 км. Ближайшие населённые пункты — Исаково, Ушаково, Новец.
По переписи 2002 года население — 44 человека (23 мужчины, 21 женщина), всё население — русские.